# ミヤマクワガタ (植物)
ミヤマクワガタ（深山鍬形、学名：Pseudolysimachion schmidtianum subsp. senanense）は、オオバコ科ルリトラノオ属の高山植物で、以前はクワガタソウ属 Veronica に含められていた。ミヤマとは山奥のことであり、クワガタとは果実に萼片がついている様子が兜のくわがた（V字形の角）に似ていることからこの名前が付いたといわれる。なお、同名の昆虫にクワガタムシ科のミヤマクワガタがある。

## 形態
高山の礫地や草原に生える宿根草で、草丈は15cmほど。雪解けとともに芽出しが始まり、その中心にはすでに花芽を抱えている。茎が立ち上がりながら花芽を伸ばし、初夏に10数輪の花を房状に咲かせる。花は紫色で 濃いスジがあり、花冠は4裂し、花茎の先に10数個の花をつけ、横向きに咲く。雄蕊及び雌蕊は花の外に飛び出している。果実は蒴果。茎は分かれず直立し、毛が生える。葉は根生葉（ロゼット）で、長さ2-4cm程度の卵状長楕円形、鋸歯があり、先端はとがっており、毛は生えない。葉は、花後にわき芽を出して広がる。

## 分布・生態
日本の固有亜種で、本州の中部以北（山形県・福島県から鳥取県）の高山帯（800-3,000m）に分布し、岩礫地や砂礫地に生えてい。地域変異が大きく、どこまでが基本種で、どこまでが亜種かの見解が常に定まらない植物でもある。花期は6-8月、地域によって花色が異なり、南アルプスでは赤みが強い。

## 基亜種との比較・亜種内の分類群

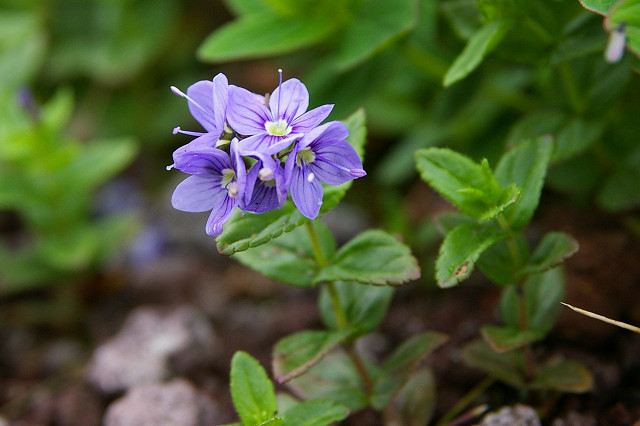
エゾミヤマクワガタ（北海道富良野岳・2006年7月）

基亜種キクバクワガタ P. schmidtianum subsp. schmidtianum は、北海道と樺太の高山帯に分布し、全体に毛があり白っぽく、葉の鋸歯が深い点が形態の相違点である。
本亜種は花の色や分布などにより、いくつかの変種・品種、例えば、北海道に分布するエゾミヤマクワガタ var. yezo-alpinum 、白神山地に分布するシラガミクワガタ var. shiragamiense 、本州の奥羽山脈に分布するミチノククワガタ f. tomentosum 、山陰地方等に分布するダイセンクワガタ f. daisenense などに区別されるが、文献によって扱いが異なっている。例えば、YListや鮫島ら（1993）でエゾミヤマクワガタはキクバクワガタ subsp. schmidtianum の変種とされており、ダイセンクワガタは Flora of Japanでは認められていない。

## 種の保全状態評価
2025年現在、以下の都道府県のレッドデータブックに掲載されている。
- 岩手県 - 3. 絶滅危惧Ⅱ類

- 山形県 - 3. 絶滅危惧Ⅱ類
- 群馬県 - 2. 絶滅危惧Ⅰ類
- 新潟県 - 6. 絶滅の恐れのある地域個体群
- 福井県 - 7. その他（都道府県独自のカテゴリなど）

- 島根県 - 2. 絶滅危惧Ⅰ類